# 豊明市
豊明市（とよあけし）は、愛知県の中部に位置する市。尾張地方の南東端である。
かつては鎌倉と京を結ぶ古代東海道の「両村駅」や、鎌倉街道の「沓掛宿」があり、旧東海道がこの地域を通過していた。桶狭間の戦いの主戦場となった桶狭間古戦場伝説地を有する。現在は国道1号や国道23号、伊勢湾岸自動車道、名鉄名古屋本線が市内を通過している。1972年（昭和47年）8月1日、愛知県愛知郡豊明町が市制施行し、県下30番目の市として豊明市が成立した。人口は愛知県下27位。市内には中京競馬場や藤田医科大学病院（旧称：藤田保健衛生大学病院）などがある。一部が元額田県地域（知多半島）である。

## 地理

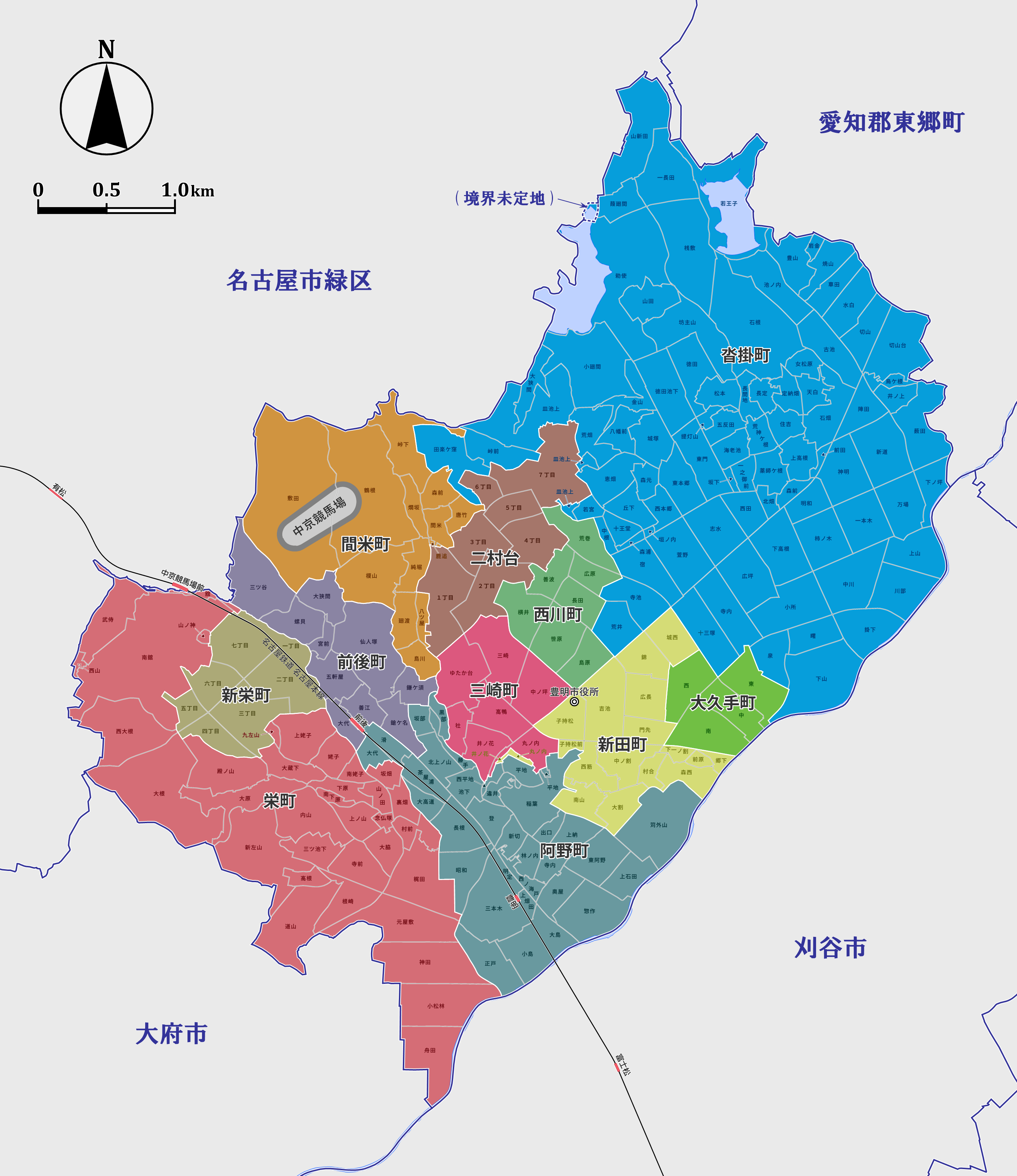
豊明市の町丁字図（2018年（平成30年）5月現在）。

豊明市域は北東から南西にのびる標高50 - 70メートルの丘陵地帯、境川沿いの中低位の段丘群、中小河川に沿って形成された沖積低地で構成される。

豊明市中心部周辺の空中写真。2020年9月5日撮影の8枚を合成作成。。

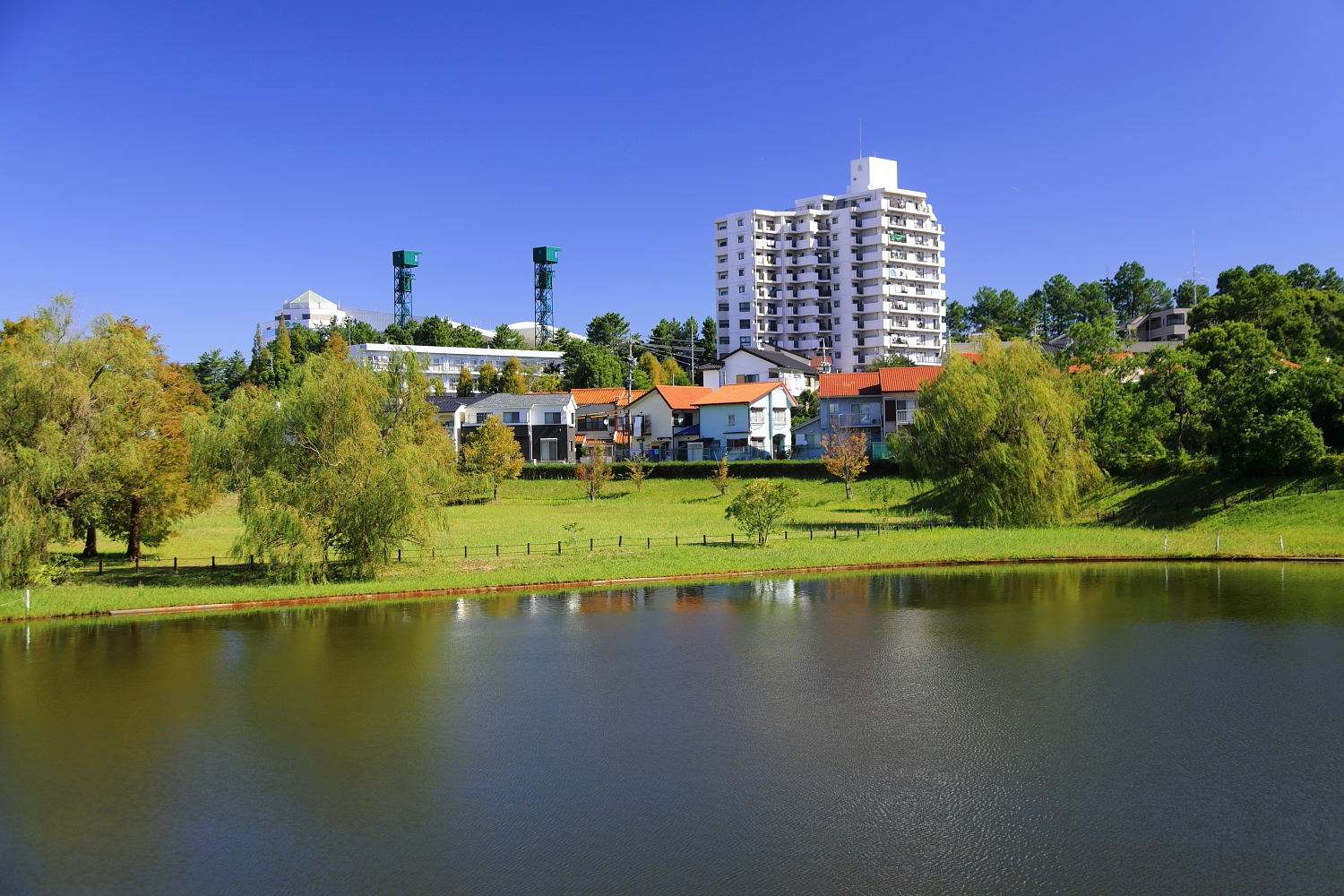
西池

市内の最高標高は北西部の二村山（標高72メートル）で、二村山から南に向かって緩やかに傾斜している。

### 地形

#### 山地
主な山
- 二村山

#### 河川
天白川水系の手越川と境川以外の市内を流れる川は全て市内の池を水源とし、最終的に境川に流入する。
二級河川
境川水系
- 境川 - 刈谷市との境界線上を流れる。両岸は稲作地として利用されている[6]。
- 皆瀬川 - 西池を水源とし、市の南部を横切り大府市へ抜ける。
- 若王子川 - 若王子池からほぼ直進し境川に注ぐ。
- 井堰川 - 勅使池を水源とし境川に注ぐ。
- 五ヶ村川 - 江戸時代初期に境川右岸の悪水を排水するために開削された排水路[7]
- 正戸川 - 市の南部を縦断し大府市へ流れる。

準用河川
- 坂部川[8]
- 阿野川

普通河川
- 鹿追川 - 濁池を水源とし黒部川に注ぐ[9]。
- 黒部川 - 市の中部を横断し正戸川に注ぐ。
- 大蔵川 - 大蔵池を水源とし皆瀬川に注ぐ。
- 天王川

天白川水系
- 手越川

湖沼
市内には複数のため池がある。

### 主な池
- 勅使池 - 池面積市内第1位。付近に勅使グラウンド・勅使会館（豊明文化広場）がある。周辺は勅使水辺公園として整備されている[10]。
- 若王子池 - 池面積市内第2位。池の水面にはソーラーパネルが設置されている。
- 皿池
- 荒巻（上・下）池
  - 荒巻池と上池の周辺は荒巻水辺公園として整備されている。
- 濁池
- 三崎池 - 市の中心部に位置し、三崎水辺公園として整備されさまざまな催物が行われる。
- 大蔵池 - 大蔵池公園として整備されている。同公園内には陶芸の館を有する。
- 大原池
- 椎池 - 椎池グラウンドがある。
- 三ツ池
- 琵琶ヶ池
- 西池

### 町
- 阿野町（あのちょう）
- 大久伝町（おおくてちょう）
- 沓掛町（くつかけちょう）
- 栄町（さかえちょう）
- 新栄町（しんさかえちょう）
- 新田町（しんでんちょう）
- 前後町（ぜんごちょう）
- 西川町（にしがわちょう）
- 二村台（ふたむらだい）
- 間米町（まごめちょう）
- 三崎町（みさきちょう）

### 人口
| |                                        |  |
| 豊明市と全国の年齢別人口分布（2005年） | 豊明市の年齢・男女別人口分布（2005年） |  |
| ■紫色 ― 豊明市 ■緑色 ― 日本全国 | ■青色 ― 男性 ■赤色 ― 女性              |  |
| 豊明市（に相当する地域）の人口の推移 \| 1970年（昭和45年） \| 29,776人 \| \| \| 1975年（昭和50年） \| 45,837人 \| \| \| 1980年（昭和55年） \| 54,667人 \| \| \| 1985年（昭和60年） \| 57,969人 \| \| \| 1990年（平成2年） \| 62,160人 \| \| \| 1995年（平成7年） \| 64,869人 \| \| \| 2000年（平成12年） \| 66,495人 \| \| \| 2005年（平成17年） \| 68,285人 \| \| \| 2010年（平成22年） \| 69,745人 \| \| \| 2015年（平成27年） \| 69,127人 \| \| \| 2020年（令和2年） \| 69,295人 \| \| |                                        |  |
| 総務省統計局 国勢調査より |                                        |  |
| 1970年（昭和45年） | 29,776人                               |  |
| 1975年（昭和50年） | 45,837人                               |  |
| 1980年（昭和55年） | 54,667人                               |  |
| 1985年（昭和60年） | 57,969人                               |  |
| 1990年（平成2年） | 62,160人                               |  |
| 1995年（平成7年） | 64,869人                               |  |
| 2000年（平成12年） | 66,495人                               |  |
| 2005年（平成17年） | 68,285人                               |  |
| 2010年（平成22年） | 69,745人                               |  |
| 2015年（平成27年） | 69,127人                               |  |
| 2020年（令和2年） | 69,295人                               |  |

人口密度は愛知県下31市中13番目に高い。

### 隣接している自治体
愛知県
- 名古屋市（緑区）
- 大府市
- 刈谷市
- 愛知郡東郷町

## 歴史

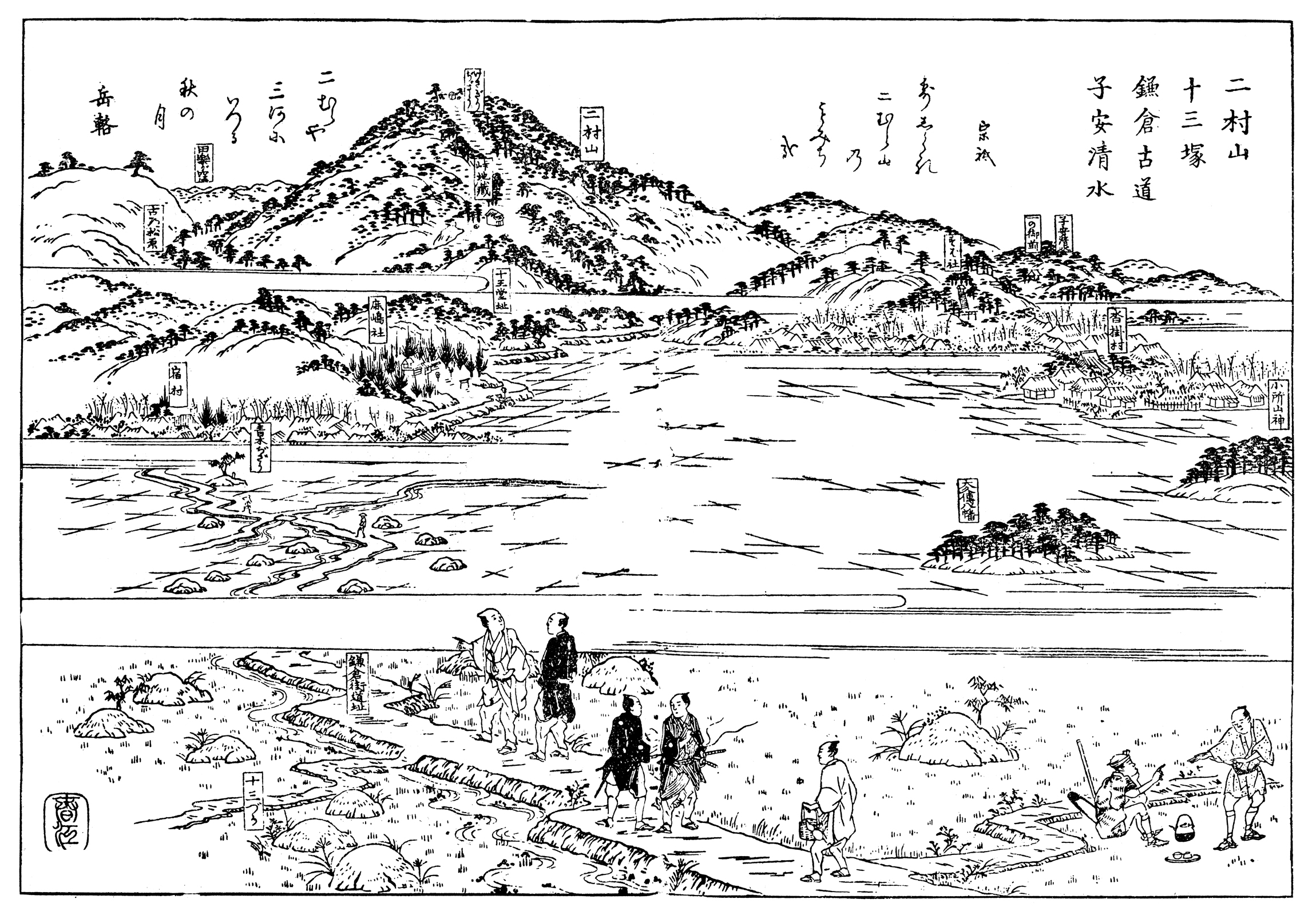
尾張名所図会に描かれた二村山

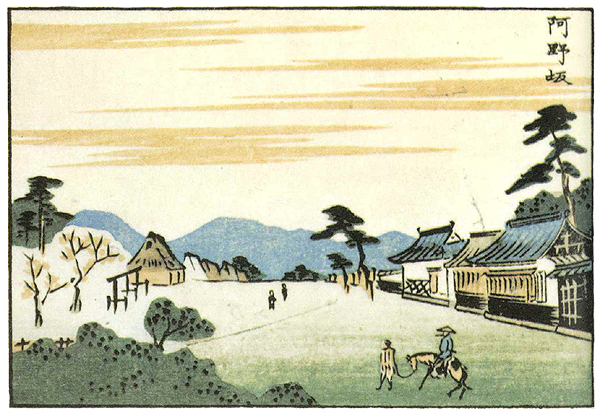
名区小景に描かれた阿野坂

### 地名の由来
市名になっている豊明の地名は、1800年代初期から昭和時代に現在の名鉄前後駅付近に存在した酒造業の豊倉という屋号と元号の明治から採られたと伝えられている。『豊明町誌』によれば、宮中の年中行事の豊明節会（とよのあかりのせちえ）から嘉字である「豊」と「明」の2文字を採って付けられたとされる。
市西部には「前後町」（ぜんごちょう）という地名がある。豊明市生涯学習課によると地名の由来は、「江戸時代はじめ、親村の間米（まごめ）から見て南に位置したので前郷（前：南の意味）とよばれた。やがてぜんごうと呼び方がかわり、江戸時代末には前後と記された。また明治時代には現代のようにぜんごと呼ぶのが一般的になった。」とされている。

### 年表
- 1889年（明治22年）10月1日 - 町村制施行により愛知郡大沢村・沓掛新田・知多郡栄村・東阿野村の区域を以て、愛知郡豊明村が成立。
- 1906年（明治39年）5月10日 - 沓掛村と新設合併し、改めて豊明村が発足。
- 1923年（大正12年）4月1日 - 愛知電気鉄道（現名鉄名古屋本線）阿野駅・前後駅開業。
- 1956年（昭和31年）9月1日 - 阿野駅が豊明駅に改称。
- 1957年（昭和32年）1月1日 - 町制施行し、豊明町となる。
- 1969年（昭和44年）11月20日  - 国道23号が豊明地区に開通。
- 1972年（昭和47年）8月1日 - 市制施行し、豊明市となる。
  - 豊明町大字東阿野・沓掛新田は、それぞれ阿野町・新田町と改称。それ以外は接尾辞「町（ちょう）」を附して豊明市の大字に継承。
- 1972年（昭和47年） - 名古屋市緑区、愛知郡東郷町と境界変更。
- 1973年（昭和48年） - 間米町、新田町、沓掛町の各一部より二村台を新設。
- 1974年（昭和49年)
  - 阿野町、新田町、沓掛町の各一部が三崎町となる。
  - 新田町の一部が大久伝町となる。
- 1983年（昭和58年） - 愛知郡東郷町と境界変更。
- 1984年（昭和59年） - 栄町の一部が新栄町となる。
- 1988年（昭和63年） - 沓掛町、二村台の各一部が西川町となる。
- 2003年（平成15年） - 伊勢湾岸自動車道 豊明インターチェンジ開通[13]。
- 2004年（平成16年） - 住民有志が必要数の約6.5倍にあたる6,599人分の署名を集め、名古屋市との合併について豊明市長に直接請求をするも[14]、合併に慎重な姿勢を取っていた名古屋市長の松原武久から合併を拒否される[15]。

## 行政

### 市長
- 市長：小浮正典（こうき まさふみ、2015年4月30日就任、2期目）

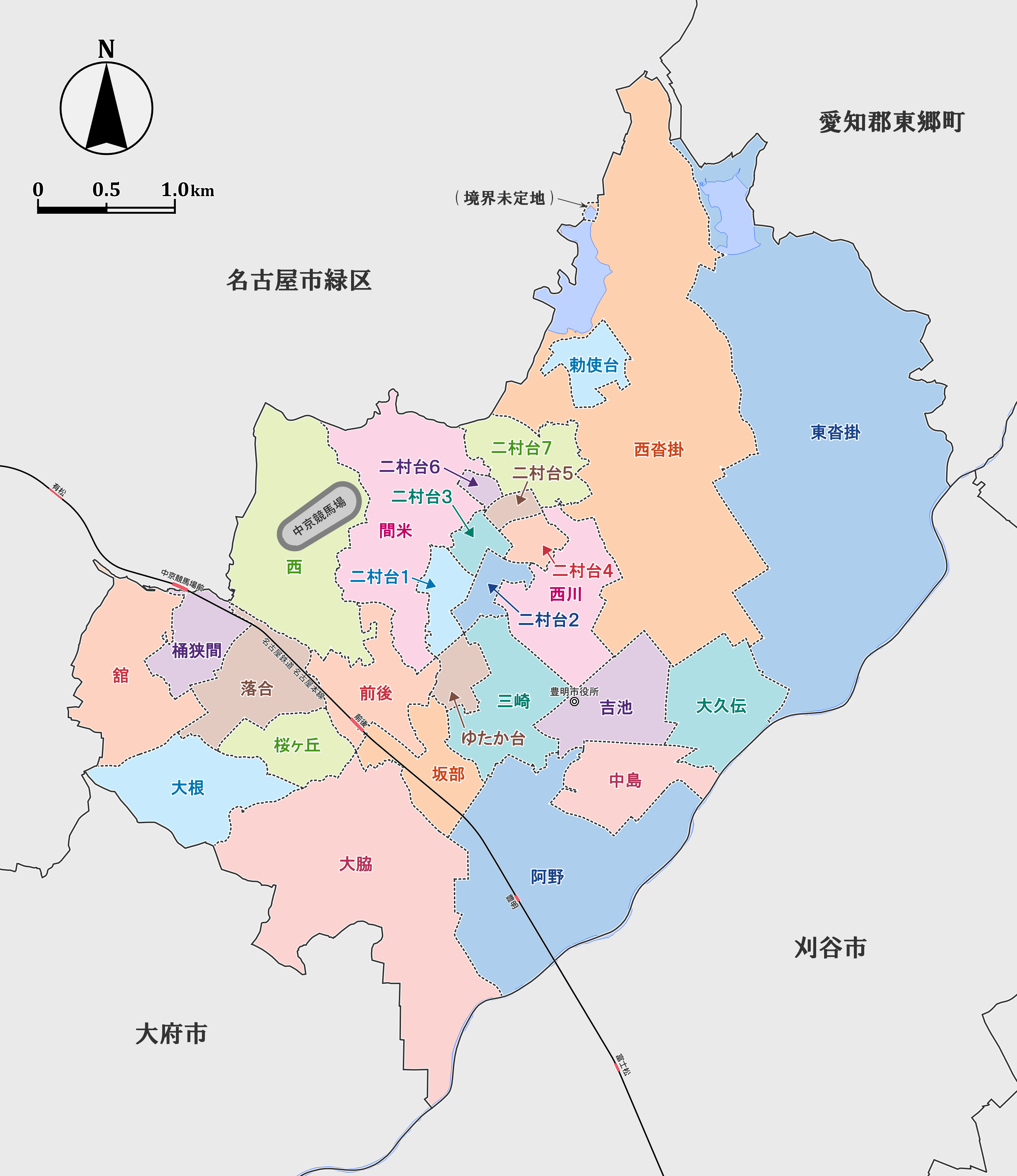
豊明市の行政区図（2018年（平成30年）5月現在）。

### 地域自治区
- 東沓掛区
- 西沓掛区
- 勅使台区
- 西川区
- 三崎区
- ゆたか台区
- 吉池区
- 大久伝区
- 中島区
- 阿野区
- 大脇区
- 大根区
- 桜ヶ丘区
- 坂部区
- 前後区
- 落合区
- 桶狭間区
- 舘区
- 西区
- 間米区
- 二村台1区
- 二村台2区
- 二村台3区
- 二村台4区
- 二村台5区
- 二村台6区
- 二村台7区

（出典）

### 行政施設
- 豊ケ岡学園
- 愛知県学校給食総合センター（公益財団法人愛知県学校給食会）

## 議会

### 愛知県議会
定数：1人
- 選挙区：豊明市選挙区
- 任期：2023年4月30日 - 2027年4月29日
- 執行日：2023年4月9日

| 候補者名 | 当落 | 年齢 | 党派名     | 新旧別 | 得票数 |
| -------- | ---- | ---- | ---------- | ------ | ------ |
| 坂田憲治 | 当   | 68   | 自由民主党 | 現     | 無投票 |

### 衆議院
- 選挙区：愛知7区（大府市、尾張旭市、豊明市、日進市、長久手市、愛知郡）
- 任期：2024年10月27日 - 2028年10月26日
- 投票日：2024年10月27日
- 当日有権者数：353,528人[17]
- 投票率：58.15％

| 当落 | 候補者名   | 年齢 | 所属党派   | 新旧別 | 得票数    | 重複 |
| ---- | ---------- | ---- | ---------- | ------ | --------- | ---- |
| 当   | 日野紗里亜 | 36   | 国民民主党 | 新     | 111,406票 | ○    |
|      | 鈴木淳司   | 66   | 自由民主党 | 前     | 71,176票  |      |
|      | 鈴木弘一   | 49   | 日本共産党 | 新     | 16,780票  |      |

## 施設

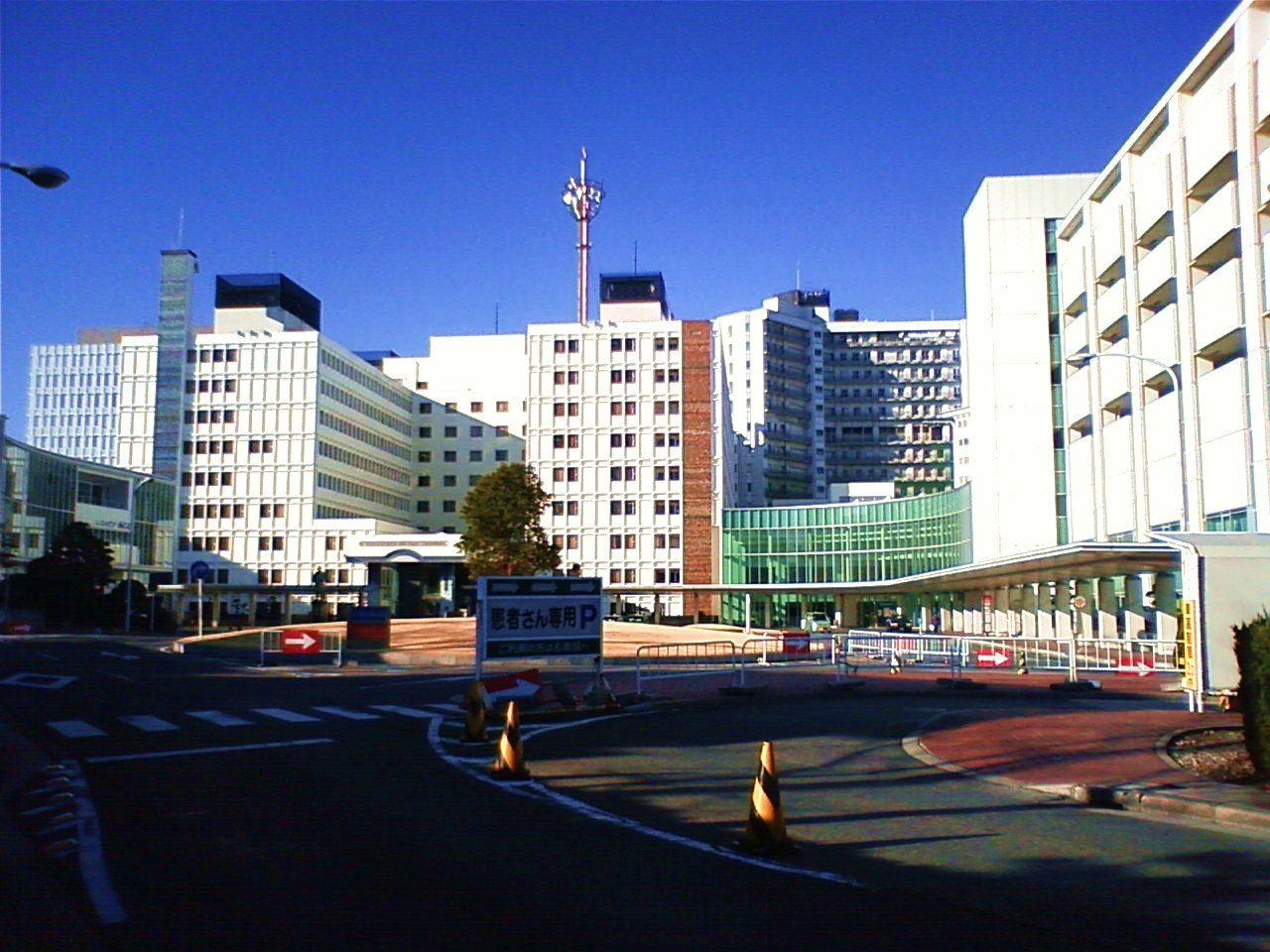
藤田医科大学病院

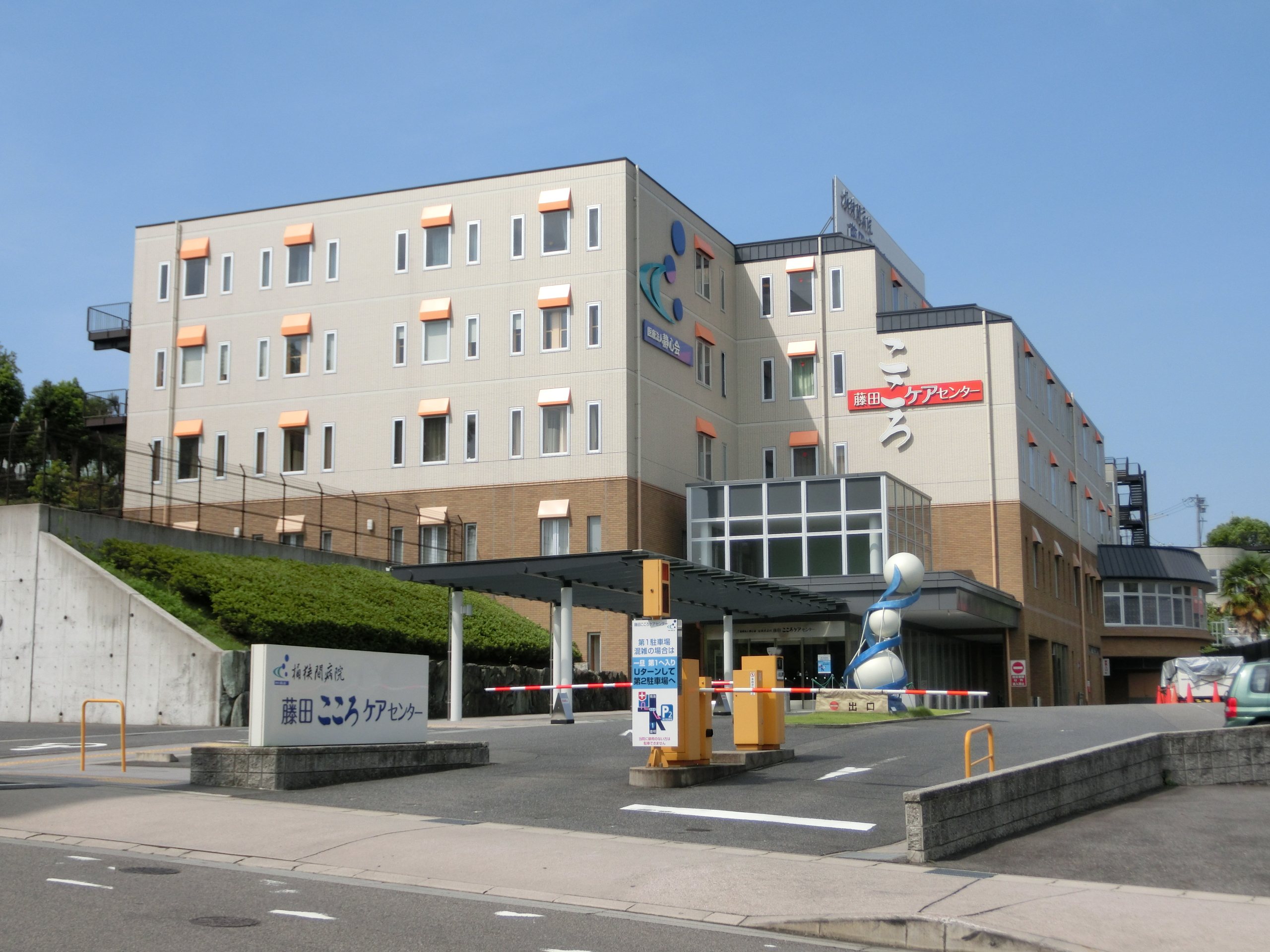
桶狭間病院

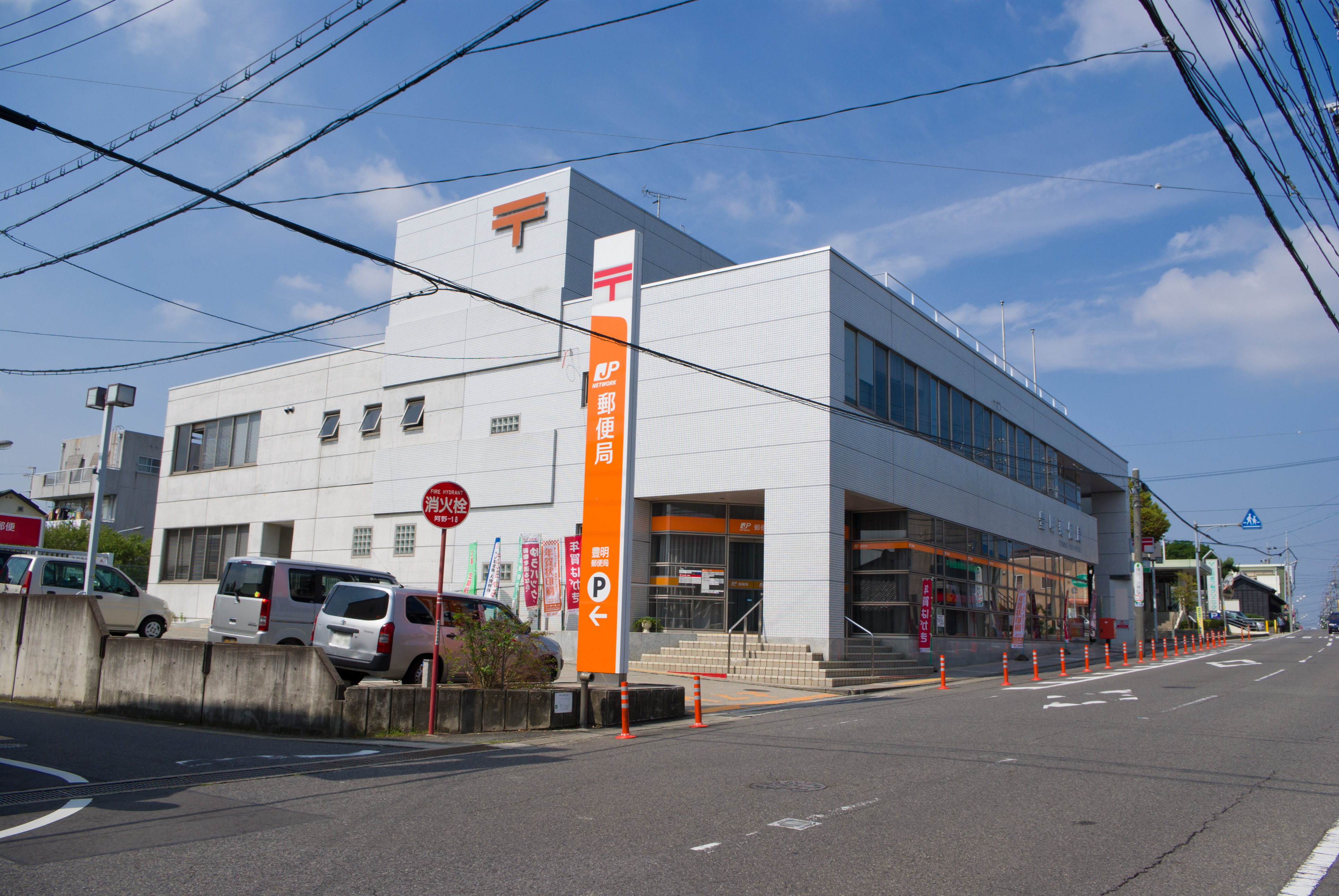
豊明郵便局

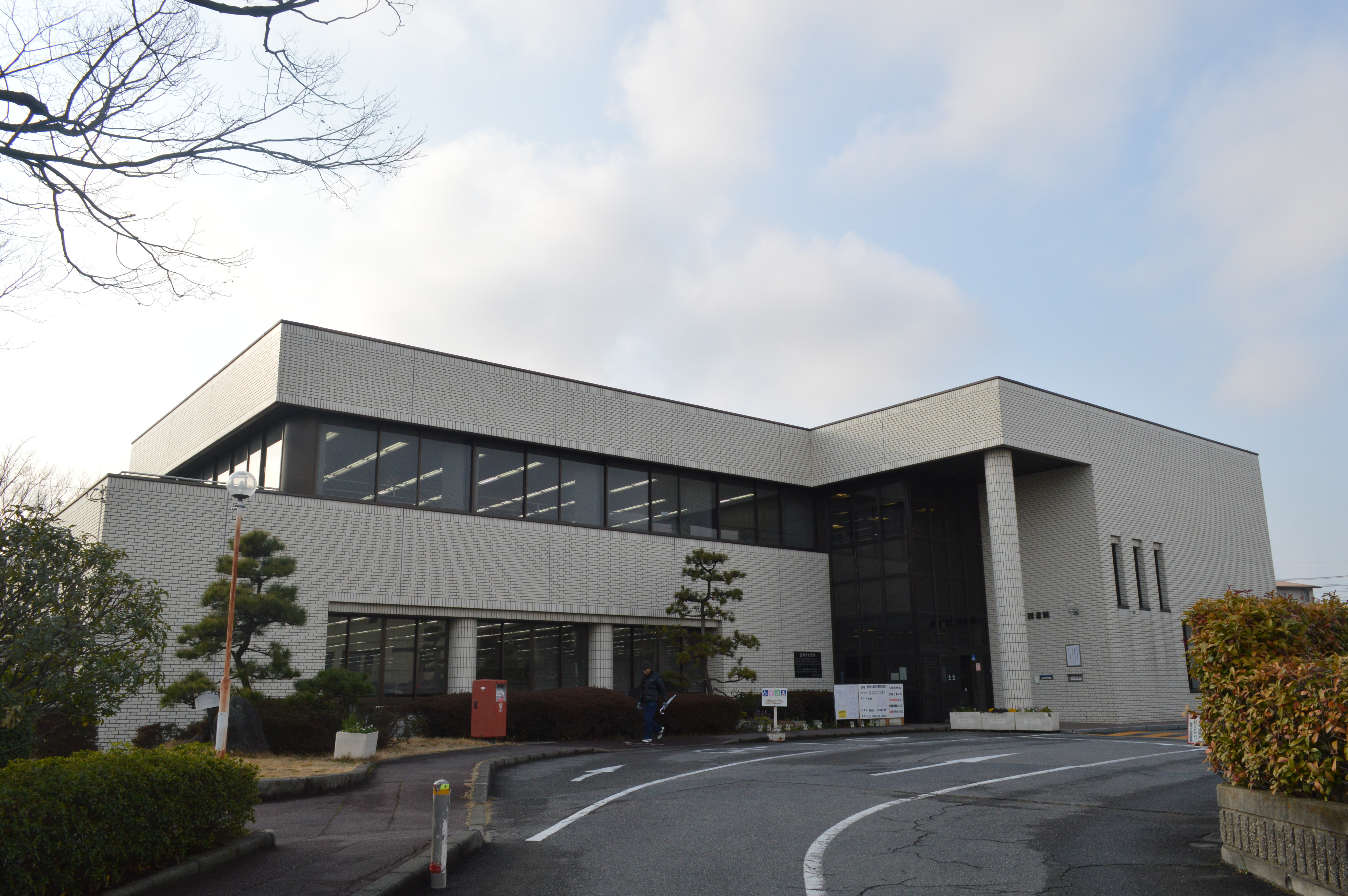
豊明市立図書館

### 警察
市内に警察署は存在せず、愛知郡東郷町にある愛知警察署が管轄している。
幹部交番
- 豊明幹部交番（豊明市新田町）

交番
- 沓掛交番（豊明市沓掛町）
- 前後交番（豊明市前後町）

### 消防
消防署
- 尾三消防組合
  - 豊明消防署
    - 豊明消防署南部出張所

消防団
- 第1-6分団

### 医療
- 藤田医科大学病院
- 桶狭間病院

市内に公立の病院はないが、藤田医科大学病院が基幹災害医療センター（救命救急センターの指定を受けているものから選定し、平常時からの研修・訓練等を通じて県下全域の災害医療体制の機能強化の役割を担う）として愛知県から指定され、市内における拠点の総合病院となっている。

### 図書館
- 豊明市立図書館

### 郵便局
- 豊明郵便局
- 豊明吉池郵便局
- 豊明団地内郵便局
- 豊明新栄郵便局
- 豊明前後郵便局
- 藤田医科大学病院内簡易郵便局

### 運動施設
- 豊明市福祉体育館
- 勅使グラウンド

### 交流施設
- 豊明市文化会館
- 豊明勤労会館
- 豊明市中央公民館
- 豊明市南部公民館
- 陶芸の館
- 勅使会館
- 双峰地域学習施設
- 農村環境改善センター
- 野外教育センター（愛知県豊根村）

### 健康福祉施設
- 保健センター
- 総合福祉会館
- 瀬戸保健所 豊明保健分室

### 宿泊施設
市役所前の大通り（県道57号線）沿いに2件のビジネスホテルが存在するが、どちらも前後駅、豊明駅から距離がある。
- ビジネスホテルいずみ
- ビジネスホテル光陽

## 対外関係

### 姉妹都市・提携都市

#### 海外
提携都市
- シェパトン市（オーストラリア連邦ビクトリア州）
  - 2003年（平成15年）10月22日 - 友好都市提携

フレンドシップ相手国
2005年に開催された愛知万博で、愛知県内の市町村（名古屋市を除く）が120の万博公式参加国をそれぞれ「一市町村一国フレンドシップ事業」としてフレンドシップ相手国として迎え入れた。
- ブルガリア共和国

#### 国内
提携都市
- 豊根村（愛知県北設楽郡）
  - 1977年（昭和52年）11月3日 友好都市提携締結
- 上松町（長野県木曽郡）
  - 2002年（平成14年）11月12日 友好都市提携締結

## 経済

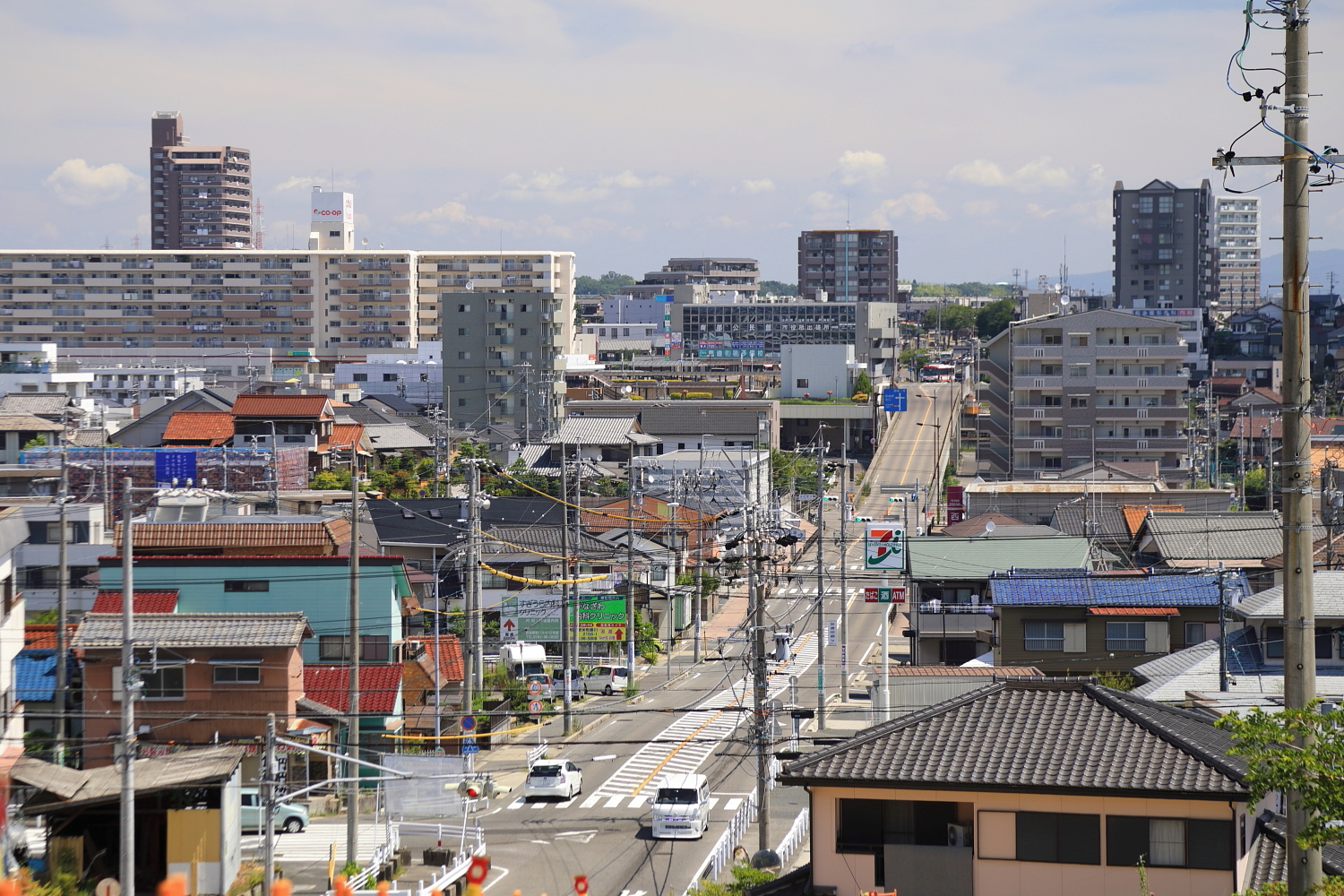
前後駅周辺

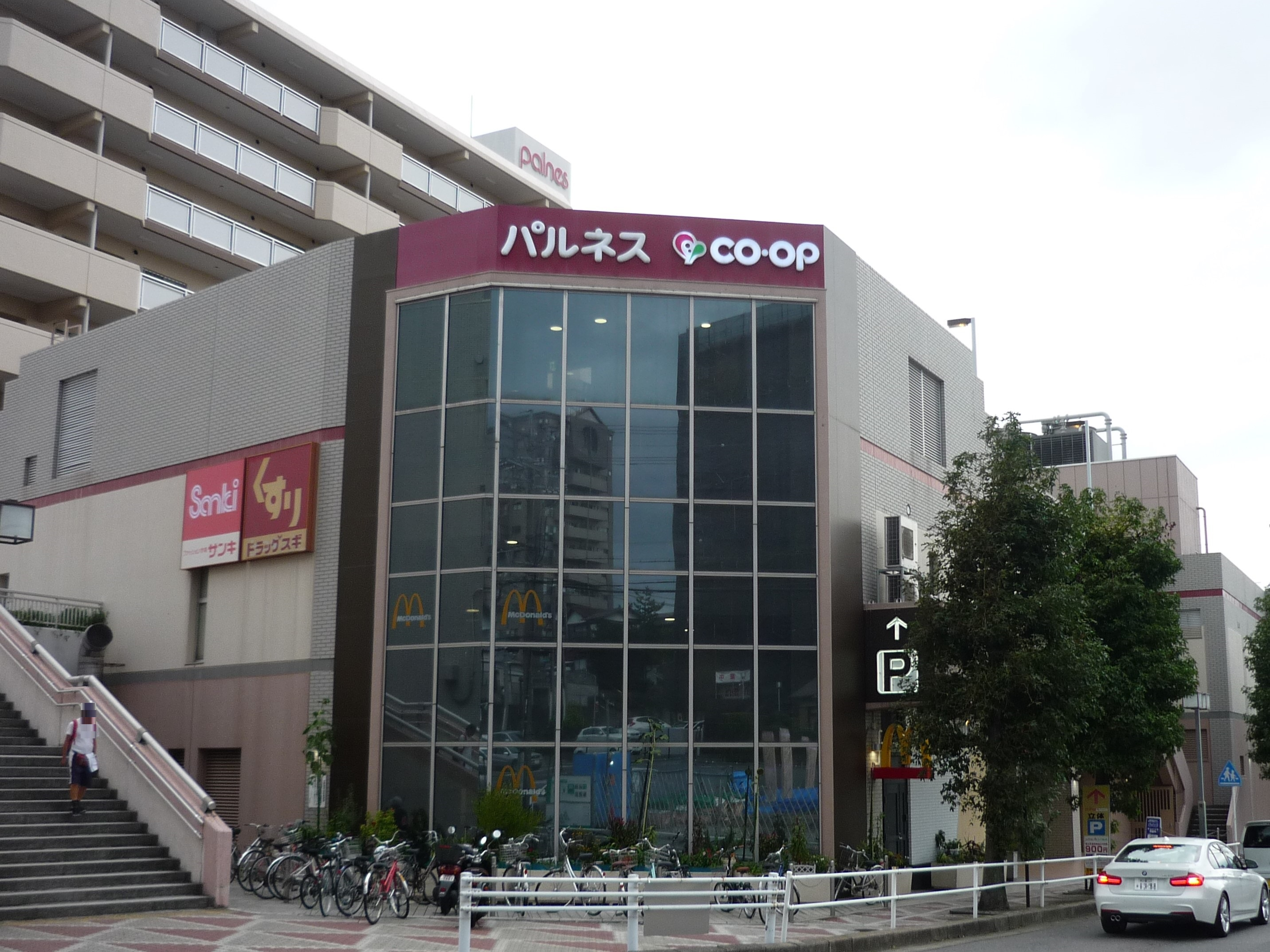
前後駅に併設されている複合商業施設のパルネス1号館

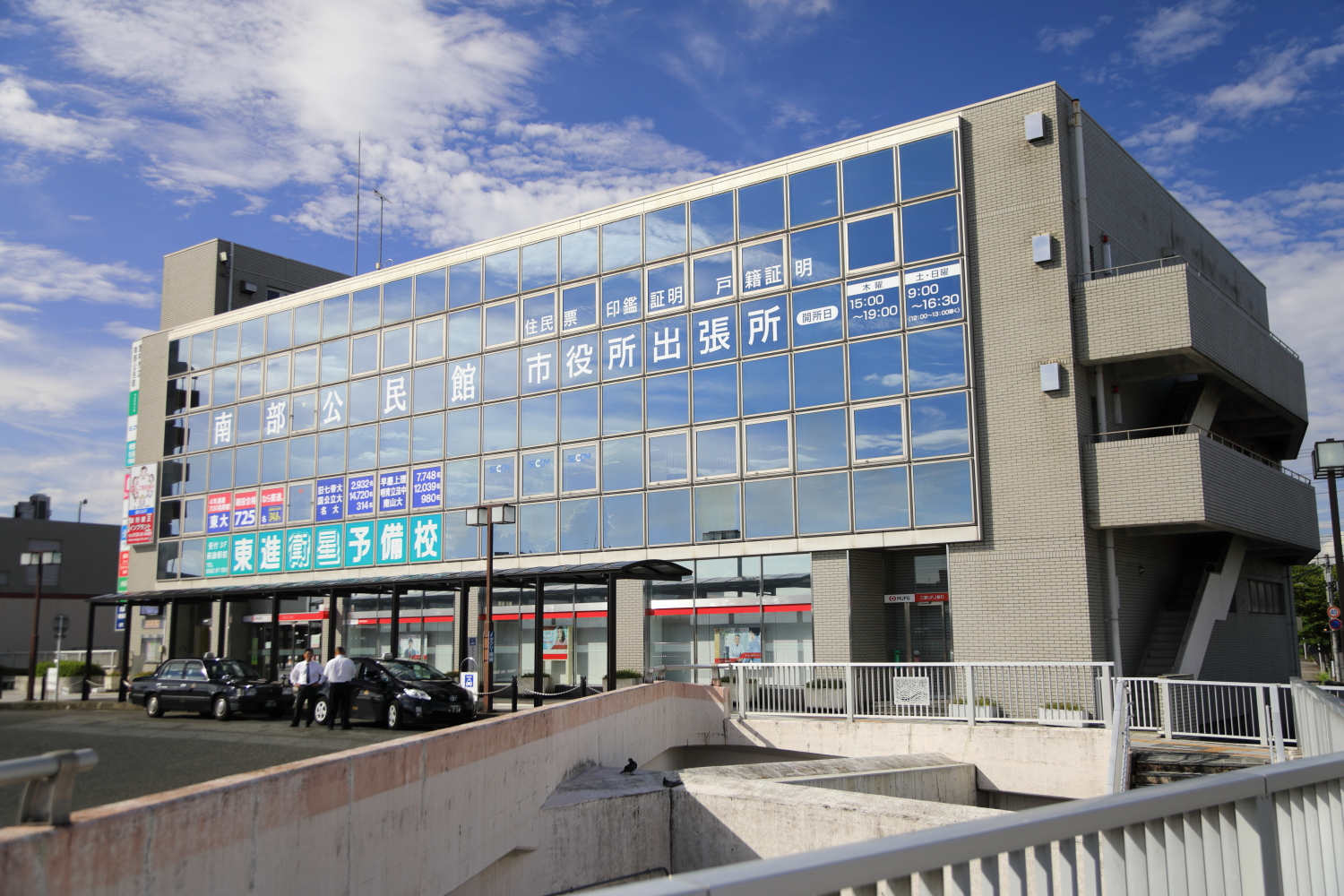
パルネス2号館

### 農業
農協
- あいち尾東農業協同組合
  - 豊明支店
  - 沓掛支店
  - 阿野支店
  - 豊明栄支店
  - 大脇出張所（ATMのみ）
  - 豊明西部出張所（ATMのみ）

### 豊明市に本社・本部を置く企業・団体
- アップルカーセールス（アップルオートネットワークとは異なる別会社）
- 天野研磨工業所
- アルメック
- 一般社団法人 日本植物輸出協議会
- エーエスペイント - 旧朝日ソルベント工業
- 笹徳印刷
- 寿がきや食品
- 総合情報通信技術研究機関 ADS
- 中央化工機
- データセレクト
- ティーバイティー（買取王子の名前で知られる）
- 豊明花き
- 中西 - 一般家庭などのごみ収集「片付けトントン」のサービスを提供する
- 日本植物運輸
- ビッグ（オートバックスのFC店展開）
- ホシザキ
- 丸仙工研
- メイキコウ（新東工業の子会社）

### 豊明市に事業所を置く企業
- 王子コンテナー - 名古屋・幸田工場（名古屋）
- 中立電機 テクニカルセンター - 豊明工場・阿野工場・FA工場・省力機器工場
- 名古屋競馬株式会社 - 中京競馬場
- 日本街路灯製造 - 豊明工場
- 日本電子工業 - 名古屋工場・名古屋第二工場
- ビケンテクノ - 名古屋支店
- フジパン - 中部事業部・豊明工場

### 金融機関
- あいち銀行豊明支店、豊明中央支店
- 愛知信用金庫豊明支店、桶狭間支店
- 岡崎信用金庫豊明支店
- 名古屋銀行豊明支店
- 西尾信用金庫豊明支店
- 碧海信用金庫豊明支店、豊明北支店、豊明南支店

### 市場
- 愛知豊明花き地方卸売市場 - 鉢花欄・蘭鉢等の取扱量においてアジア最大、世界5位の花き卸売市場（1996年開場）[19][20]。

## 通信

### マスメディア
中継局
- 大高テレビ中継局

## 教育

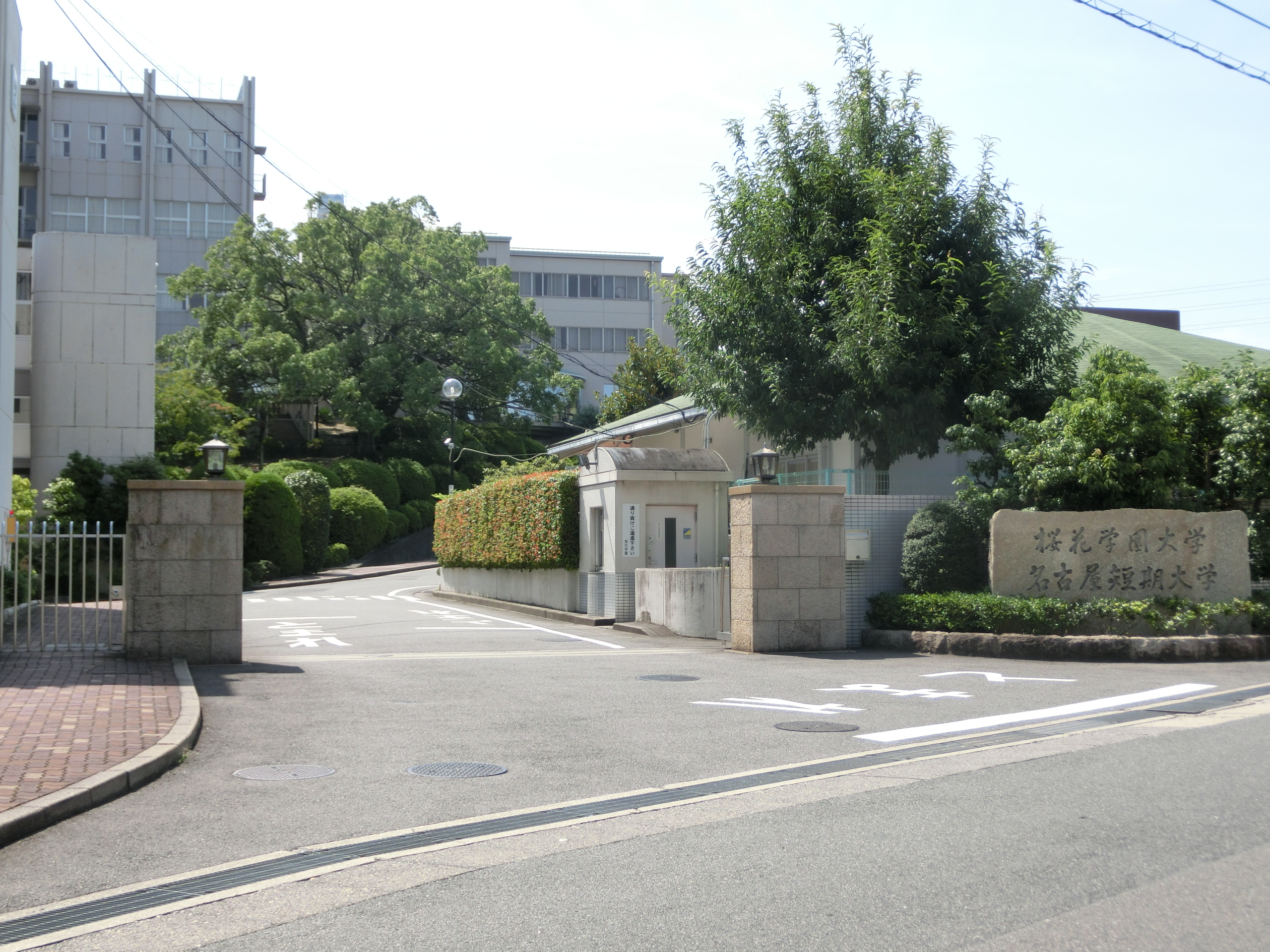
桜花学園大学

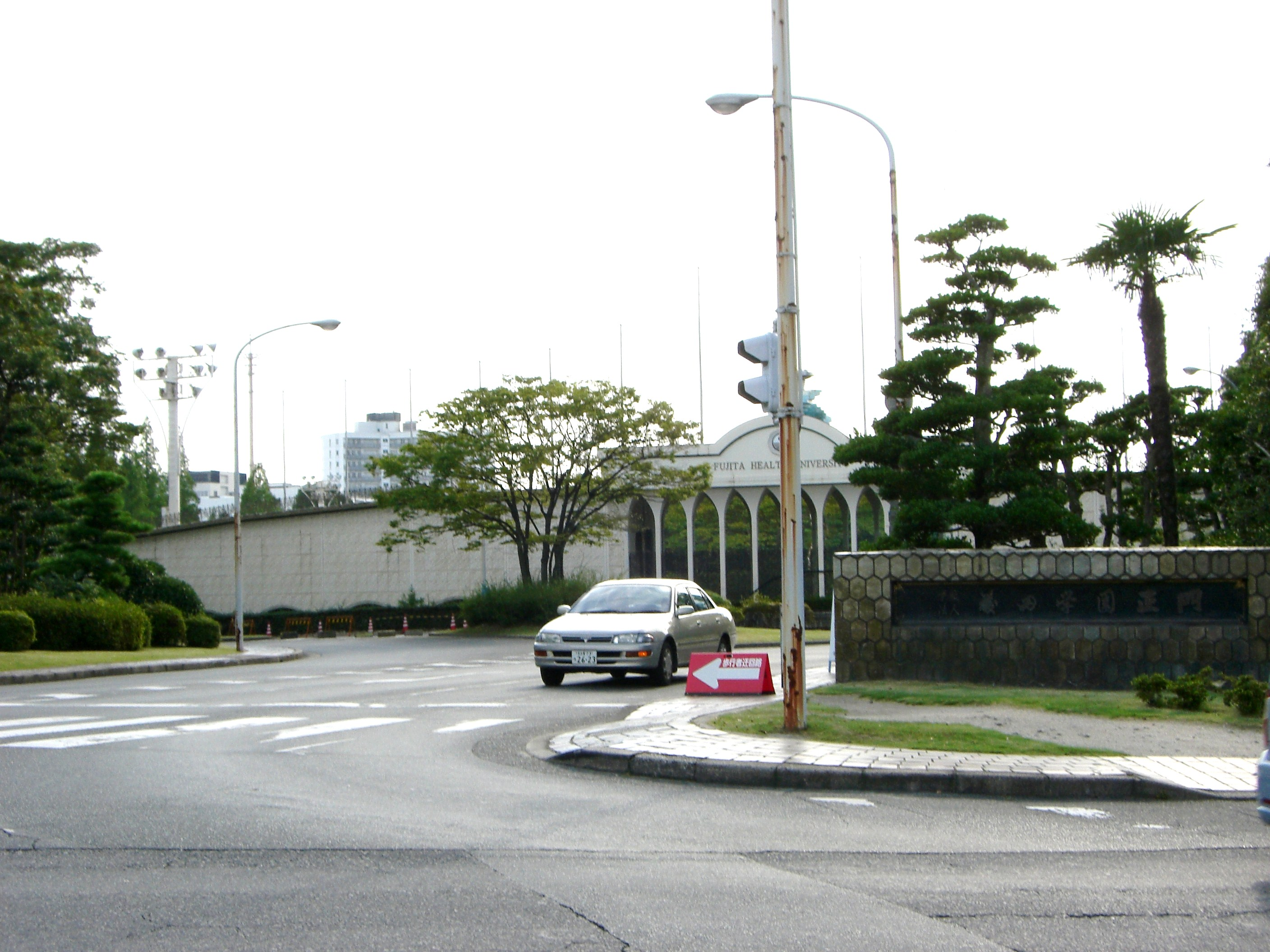
藤田医科大学

### 大学
私立
- 桜花学園大学
- 藤田医科大学

### 短期大学
私立
- 名古屋短期大学

### 高等学校
県立
- 愛知県立豊明高等学校

私立
- 星城高等学校

### 中学校
市立
- 豊明市立豊明中学校
- 豊明市立栄中学校
- 豊明市立沓掛中学校

私立
- 星城中学校

### 小学校
市立
- 豊明市立豊明小学校
- 豊明市立沓掛小学校
- 豊明市立中央小学校
- 豊明市立栄小学校
- 豊明市立大宮小学校
- 豊明市立二村台小学校（旧称：豊明市立双峰小学校）
- 豊明市立三崎小学校
- 豊明市立舘小学校

### その他学校
- 愛知朝鮮中高級学校

### 閉校となった学校
- 豊明市立唐竹小学校

## 生活基盤
- 市外局番は間米町敷田の一部（中京競馬場のみ）を除いて0562を使っている（尾張横須賀MA。敷田の一部は名古屋MAの052）。
  - 市内局番は、主に90番台を使用する。なお、中京競馬場の市内局番は緑区南部と同じ620番台である。
- 郵便番号は〒470-11xx。
- 火葬場は市内にはなく、知立市にある共同運営の逢妻浄苑か、名古屋市の八事斎場・市立第二斎場を使用している。
- ゴミ処理は東浦町の東部知多クリーンセンターで行う。
- 水道は市の大半で日進市の尾張東部浄水場から給水しているが、南部の一部地域は東海市の上野浄水場から給水している。
- 厚生年金は名古屋市南区の笠寺年金事務所が管轄。
- 公共職業安定所は名古屋市熱田区のハローワーク名古屋南が管轄。
- 保健所は瀬戸保健所の管轄。
- 税務署は熱田税務署管轄。
- 不動産登記は名古屋法務局熱田出張所が管轄。
- 中部電力パワーグリッド（送配電）の担当営業所は名古屋市緑区の緑営業所[21]。

## 交通

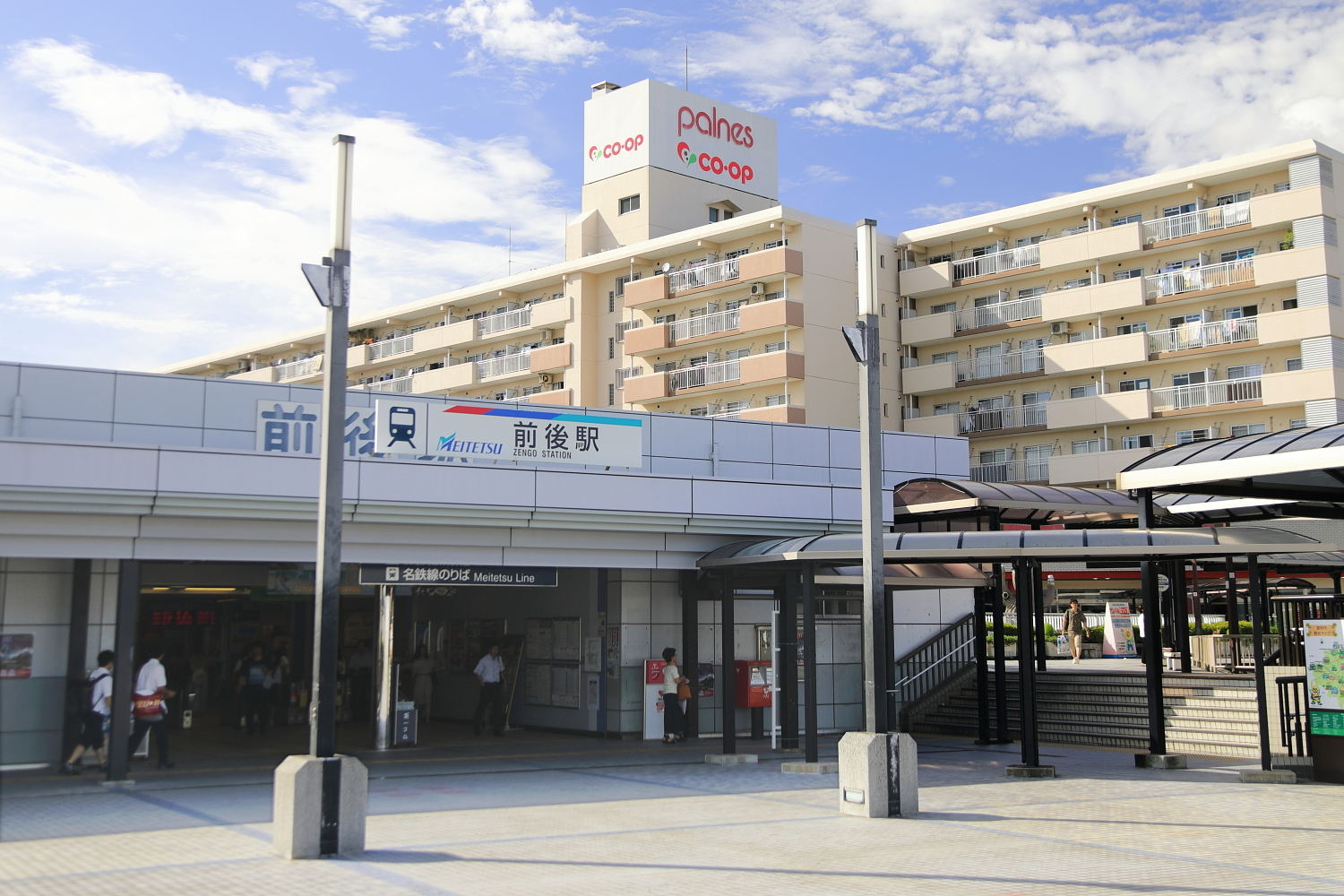
前後駅

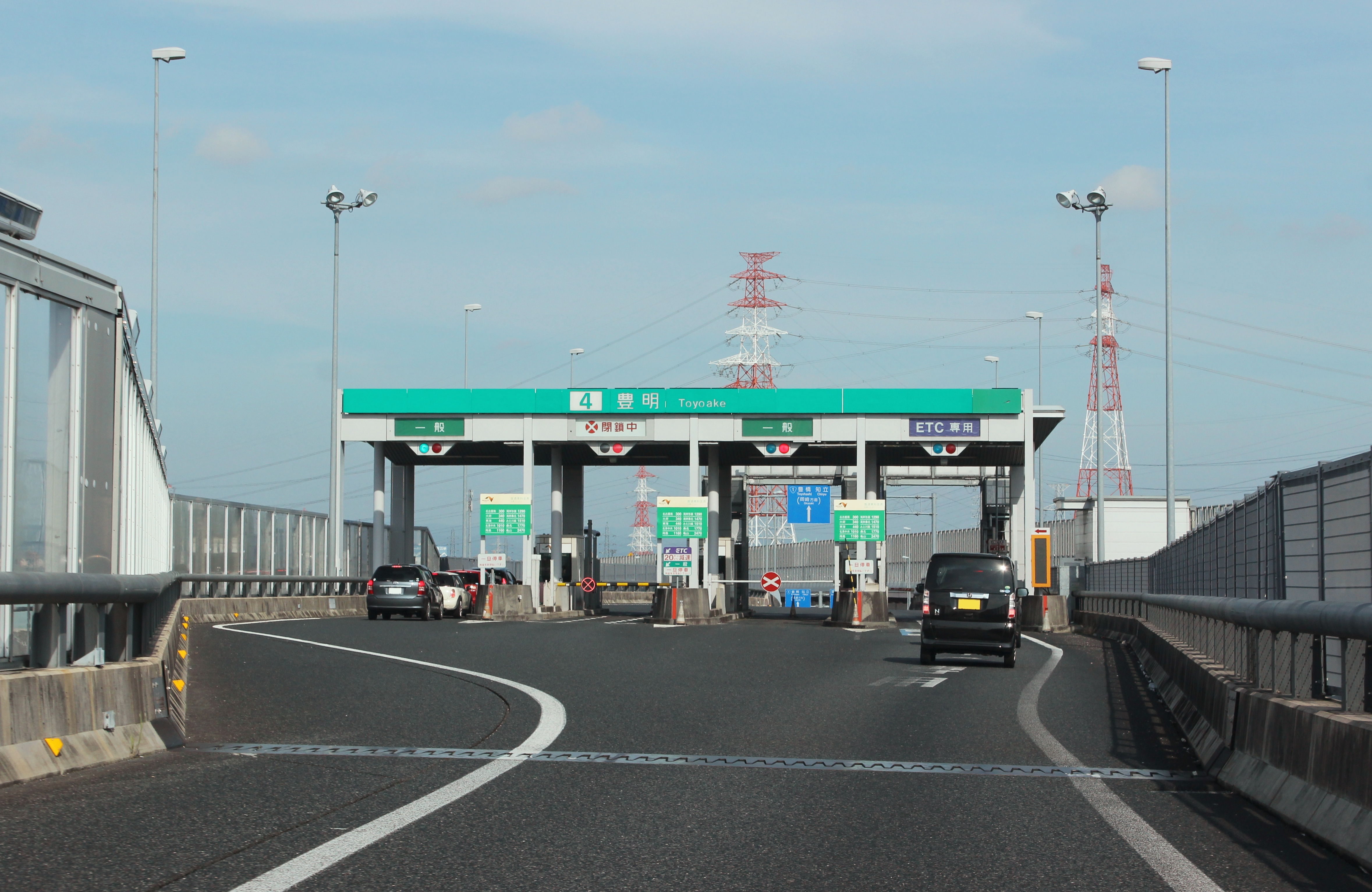
伊勢湾岸自動車道 豊明IC

### 鉄道
市内を通る鉄道は名鉄名古屋本線のみである。市中心よりやや西に離れた場所を概ね東西に貫通している。市域がそれほど広くないため、駅は2ヶ所と少ない。
代表駅は前後駅。ただし市役所へは両駅とも距離がある。
名古屋鉄道（名鉄）
- 名古屋本線
  - 豊明駅 - 前後駅

中京競馬場前駅は隣接する名古屋市緑区にあるが、駅南側は豊明市になる。
名古屋市営地下鉄桜通線が徳重駅から市北部を経由して豊田市南部方面へ延伸する計画があるが、着工には至っていない。徳重駅は市境から2kmほどの場所に位置しており、後述の通り市内から名古屋市営バスや名鉄バスが連絡している。

### バス
コミュニティバス
- 豊明市公共施設巡回バス「ひまわりバス」
  - 中央循環コース（市役所〜藤田医科大学病院〜前後駅〜市役所〜豊明駅など）
  - 南部循環コース（前後駅〜桶狭間古戦場伝説地など）
- 大府市循環バス「ふれあいバス」
  - 東コース（名鉄前後駅〜大府駅東）
  - 北コース（名鉄前後駅〜共和駅東）
- 東郷・藤田医大バス
  - 藤田医科大学病院〜ららぽーと愛知東郷

名鉄バス
- 前後駅〜豊明団地〜藤田医科大学病院
- 前後駅〜豊明団地〜藤田医科大学病院〜地下鉄徳重
- 前後駅〜豊明団地〜藤田医科大学病院〜地下鉄徳重〜赤池駅
- 前後駅〜豊明団地〜勅使台〜藤田医科大学病院
- 前後駅〜豊明団地〜勅使台
- 前後駅〜二村台四丁目〜豊明団地〜前後駅
- 前後駅〜豊明市役所〜吉池団地〜豊明市役所〜前後駅
- 前後駅〜豊明市役所〜祐福寺〜赤池駅

市内を走るすべての系統が急行停車駅の前後駅を起終点としている。2001年までは前後駅と豊明駅を結ぶ系統（現在の吉池団地循環系統）や日進駅へ向かう系統（現在の祐福寺経由赤池駅発着系統）も存在した。2000年までは前後駅から大府駅へ向かうバスも存在した。2011年3月27日より藤田医科大学病院（当時の名称は藤田保健衛生大学病院）行きのバスの半数程度が地下鉄徳重・赤池駅方面へ延長となり、市内から地下鉄へのアクセスもしやすくなった。
名古屋市営バス
- 徳重13号系統 地下鉄原〜地下鉄徳重〜藤田医科大学病院
- 徳重13号系統 地下鉄徳重〜藤田医科大学病院
- 鳴子16号系統 地下鉄鳴子北〜鳴子みどりヶ丘〜藤田医科大学病院
- 緑巡回系統 藤田医科大学病院〜緑市民病院〜大高駅〜寅新田〜名鉄有松
- 徳重巡回系統 白土〜地下鉄徳重〜地下鉄神沢〜藤田医科大学病院

2003年3月27日より、藤田医科大学病院バス停に名古屋市営地下鉄桜通線野並駅（2011年3月27日からは鳴子北駅および徳重駅）・鶴舞線原駅・JR東海東海道本線大高駅前からの系統が乗り入れている。各系統とも本数は1時間に1・2本程度と少ない。
市境から徒歩で行けるバス停としては他に、市バスのみどりが丘公園会館、みどりが丘公園、太子、郷前、名鉄バスの三ツ池など複数が存在する。
この他、東郷町巡回バス「じゅんかい君」が市内の薮田バス停を経由している。
2018年7月より、豊明市とアイシン精機、スギ薬局が提携してデマンド型乗り合い送迎サービス「チョイソコ」を運行している。2019年4月よりひまわりバスが再編されて経路が大きく削減されたため、経由しない地区の住民にとってはチョイソコが補完路線となる。同時に運賃が200円となった。
2019年9月2日より、前後駅南口（名鉄バスとは停留所の場所が異なる）に大府市循環バスが乗り入れている。

### 道路
高速道路
伊勢湾岸自動車道
- （刈谷市） - (4)豊明IC -（名古屋市緑区）

国道
 国道1号
 国道23号（名四国道・知立バイパス）
主要地方道
- 愛知県道57号瀬戸大府東海線
  - 愛知県道57号の市内区間はほぼ4車線となっている。国道1号の市内区間は豊明IC以西が全て2車線で、4車線化も困難であるため、市内のほぼ全線が4車線以上となっている国道23号が事実上国道1号のバイパスである。
- 愛知県道56号名古屋岡崎線
  - 2017年現在、沓掛町内の一部区間のみが開通している。
- このほか、愛知県道56号名古屋岡崎線の新道（愛知県道220号阿野名古屋線として一部供用中）、平手豊明線、大根若王子線などの都市計画道路の建設計画がある。

一般県道
- 愛知県道220号阿野名古屋線
- 愛知県道234号みよし沓掛線
- 愛知県道236号春木沓掛線
- 愛知県道237号新田名古屋線
- 愛知県道239号岡崎豊明線
- 愛知県道240号豊明停車場線

### ナンバープレート
豊明市は、名古屋ナンバー（愛知運輸支局）が割り当てられている。

## 観光

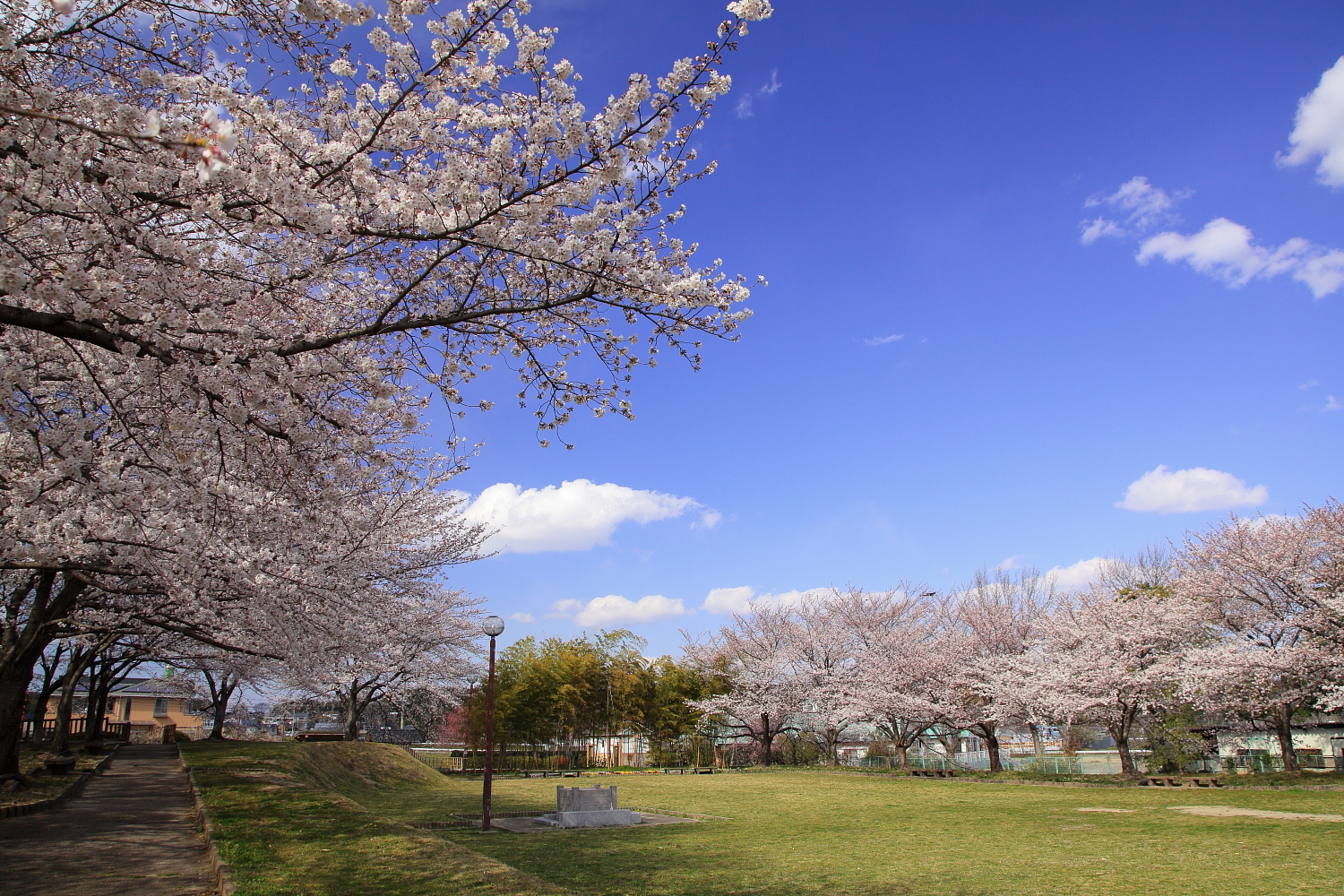
沓掛城址

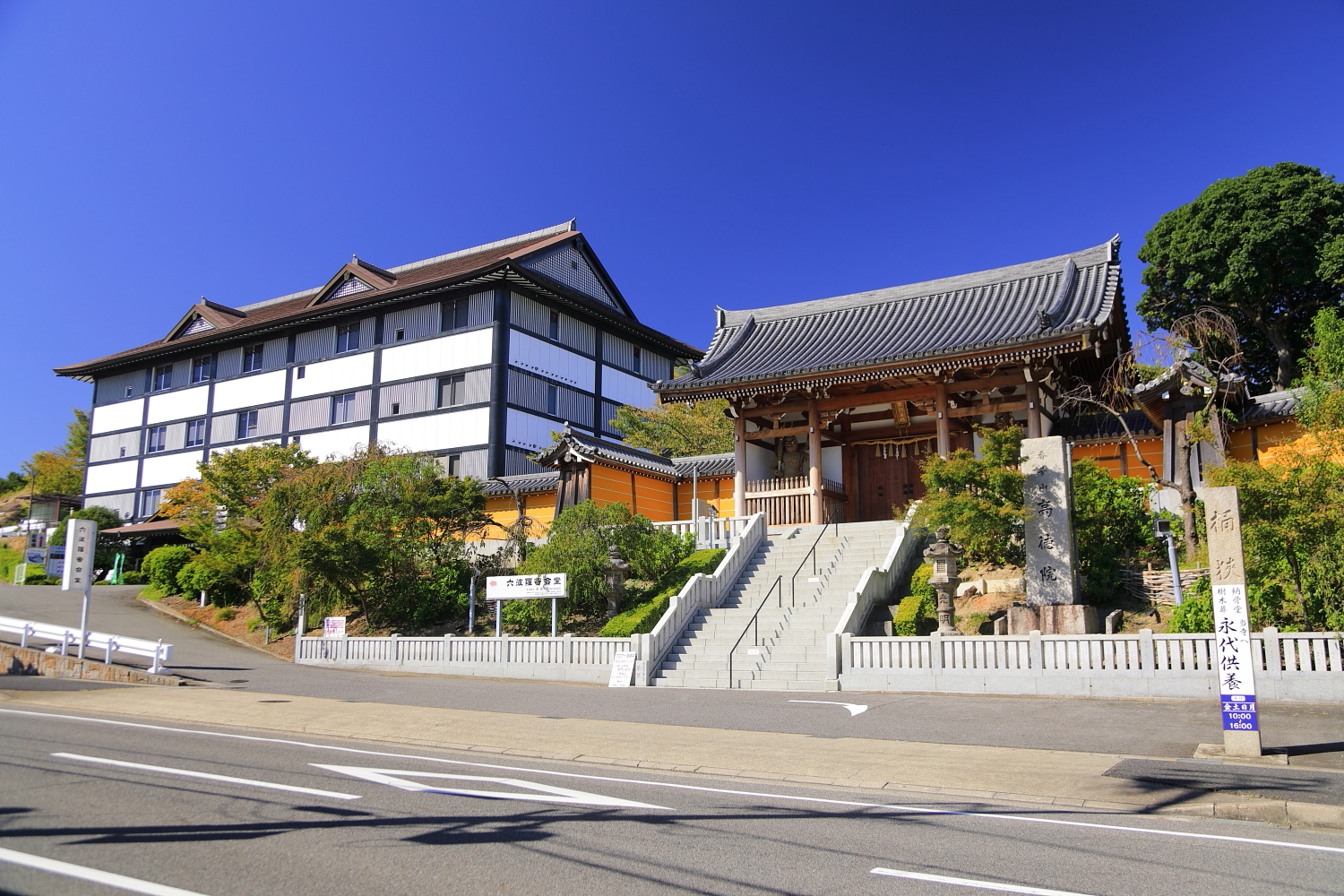
香華山高徳院（桶狭間の戦いで、今川義元の本陣があった場所と伝わる）

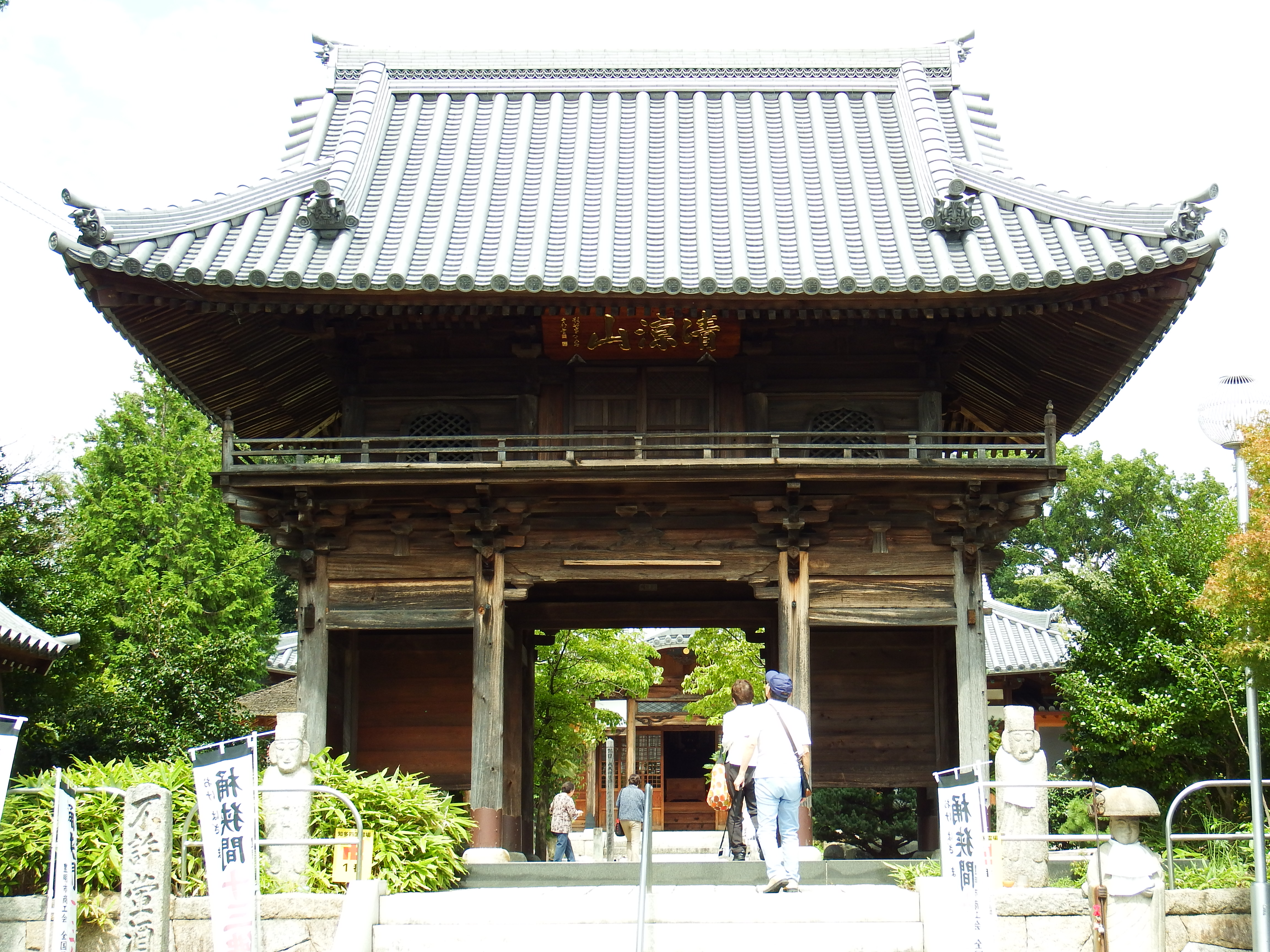
曹源寺（知多四国霊場の一番札所）

2016年より、桶狭間の戦いで織田信長が今川義元の大軍を破ったことにちなみ、｢大金星のまち とよあけ｣と称して各種観光PRを行っている。

### 文化財
国の史跡
- 桶狭間古戦場伝説地（附 戦人塚） - 今川義元の墓がある[22]。附（つけたり）指定の戦人塚は桶狭間の合戦による戦死者約2,500名を供養した塚。
- 阿野一里塚 - 旧東海道沿い、道の両側に塚が残る点で貴重である。

県指定文化財
- 食虫植物豊明のナガバノイシモチソウ自生地 - 珍しく赤系の花が咲く。毎年8月に一般公開をしている。（天然記念物）
- 大脇の梯子獅子 （10月） - 高さ12mのやぐらの上で獅子舞を披露する。舞台の上でも獅子舞を披露する。（無形民俗文化財）

市指定文化財
- 一之御前安産水 - 安産祈願の一之御前社が存在。室町時代にはこの場所で清水が湧いていたとされ、沓掛城主近藤の娘が飲んで安産したと伝えられている。
- 二村山峠地蔵尊 - 頭のない地蔵が安置されている。この地蔵は鎌倉街道を通る旅人が山賊に襲われた際、身代わりになって助けたとされている。
- 二村山切られ地蔵尊 - 胴体が斜めに切られ上半身と下半身が別々になっている。
- 曹源寺 山門- 享保2年（1717年）建立。知多四国霊場の一番札所。
- 大狭間湿地（天然記念物：期間限定公開）

### 名所・旧跡
主な城郭
- 沓掛城 - 現在は「沓掛城址公園」として整備されている。曲輪や空堀などの遺構が残る。

主な寺院
- 円福寺
- 高徳院
- 慈光寺
- 昭信寺
- 正福寺
- 聖應禅寺
- 禅源寺
- 寂光寺
- 西雲寺
- 善光寺
- 照栄寺
- 西蓮寺
- 東海寺
- 修静院
- 曹源寺
- 宝福寺

主な神社
- 宿鹿嶋社
- 徳田八幡社
- 山神社
- 住吉社
- 一之御前社
- 白山社
- 八龍社
- 長盛院
- 鹿嶋神社
- 諏訪社
- 豊明神社
- 神明社
- 金刀比羅社
- 西川神明神社
- 大久伝八幡社
- 八剱社
- 八剱神社
- 八幡社
- 高島八幡社
- 前後神明社
- 阿野八剱社
- 落合神明社
- 舘秋葉神社
- 桶狭間神社
- 乃木神社
- 大脇神社
- 桜ヶ丘神明社

街道
- 鎌倉街道 - 二村山を通る。

主な遺跡
- 若王子遺跡（旧石器〜奈良時代）[23]
- 勅使池遺跡（旧石器、縄文時代）
- 徳田池下遺跡（縄文時代）
- 薬師ヶ根遺跡（古代〜中世）

### 観光スポット
公園・緑地
- 勅使水辺公園[24]
- 三崎水辺公園
- 大蔵池公園
- 中央公園
- 大原公園
- 落合公園
- 西池公園

主要な観光施設
- 中京競馬場

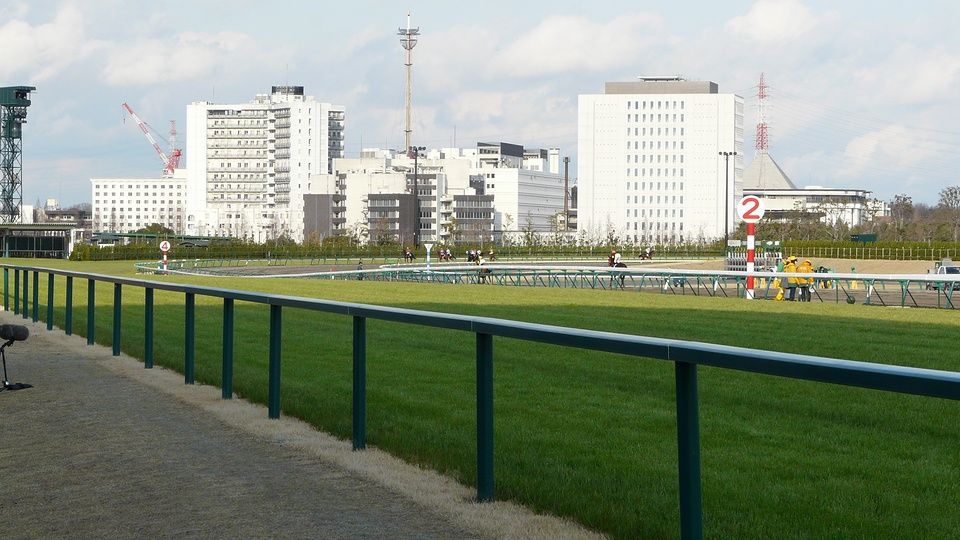
中京競馬場

- 愛知豊明花き地方卸売市場（アジア最大の鉢物卸売市場・一般見学要予約）[25]

文化施設
- 豊明市共生交流プラザ「カラット」（2022年5月6日に旧豊明市立唐竹小学校に設置[26]）
  - 豊明市歴史民俗資料室（旧豊明市立唐竹小学校の北校舎に開設されていた施設で、2022年5月の豊明市共生交流プラザ「カラット」開設により南校舎跡の建物に移転[26]）
- 陶芸の館（大池公園内：大蔵池古窯から出土した鎌倉時代の行基焼や皿等を展示）

主な観光スポット
- 二村山 - 古くから歌に詠まれてきたなどの名勝地。山頂には展望台がある。

## 文化

### 祭事・催事
主な行事
- 一之御前安産水祭り（3月）

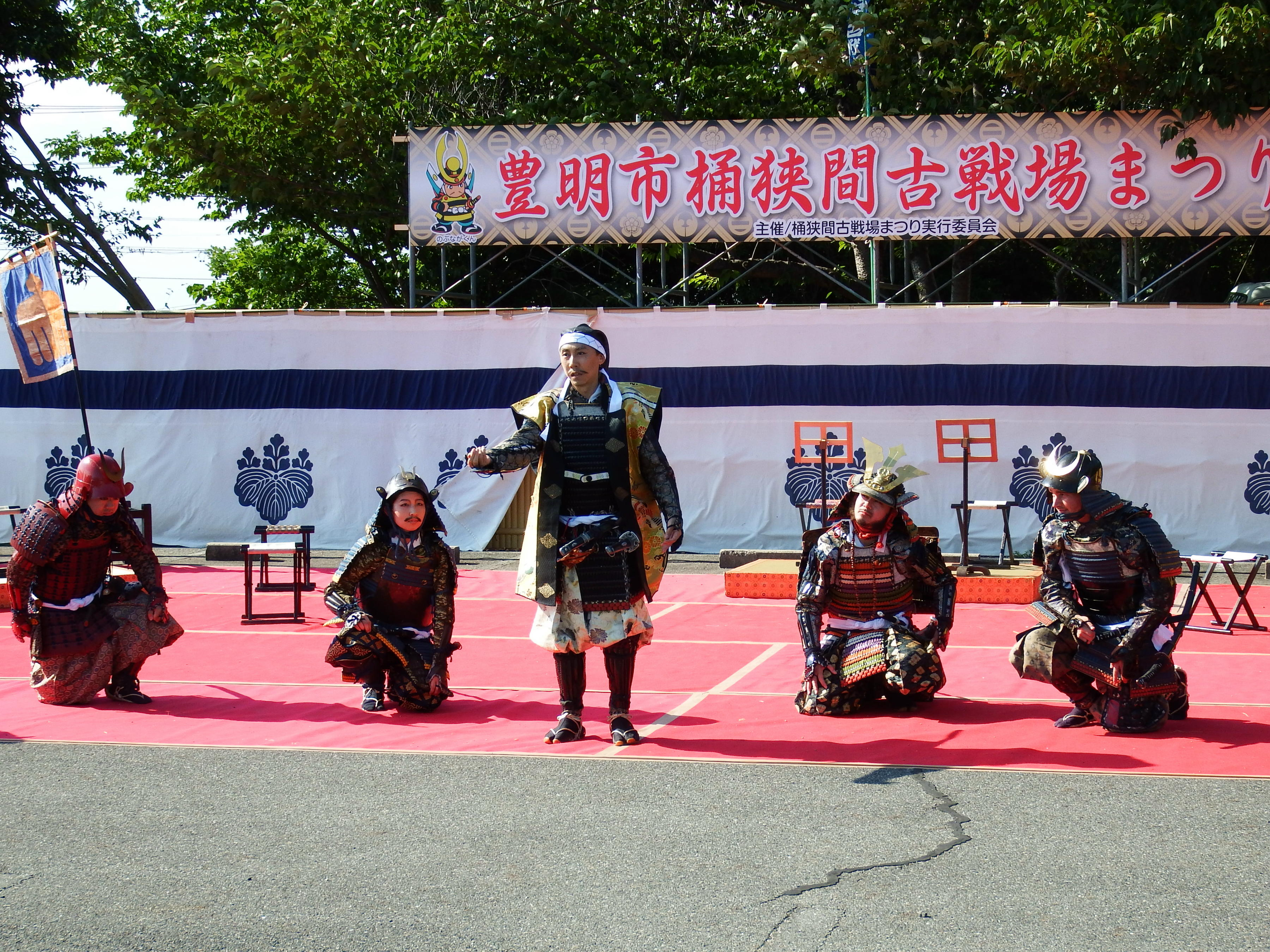
桶狭間古戦場まつり

- 桜まつり（4月） - 三崎水辺公園の咲く桜の下で、芸能発表・野点・写真撮影会・写生大会などが催される。
- 二村山花祭り（4月）
- 桶狭間古戦場まつり（6月） - 市民参加の武者行列と合戦再現劇がメイン。
- 高徳院きゅうり祭り（7月）
- 豊明夏まつり（8月） - ステージショーと地域主催の盆踊り大会が同一会場（文化会館駐車場）で行われ、夕涼みの市民でにぎわう。メインは1,000発の花火。会場近くの休耕田で打ち上げられる。
- ナガバノイシモチソウ一般公開（8月）
- 上高根警固祭り（10月）
- 大脇の梯子獅子（10月）
- 豊明まつり（11月） - 商業・農業・芸能発表など多彩なイベントが市内各地で開催。
- 豊明の大根炊き大祭（11月） - 曹源寺。
- とよあけマラソン（11月） - 中京競馬場を発着点とするマラソン大会。全国各地からランナーがやって来る。時には著名人がゲストランナーとして招待される（間寛平、錦野旦など）。かつては1月に開催されていた。現在は休止中。

## 出身・関連著名人
- 伊東昭代 - 宮城県教育長。
- 伊藤稜 - プロ野球選手（投手）。
- 伊藤両村 - 儒学者。
- 加藤聡一 - 騎手。
- 加藤春彦 - 俳人
- 川畑玲（ウェザーニューズ気象キャスター）
- 小崎憲 - 調教師。
- 岸田周三 - フレンチシェフ。
- 佐野榮太郎 - 情報技術者、ソフトウェア作家。
- 高橋雅裕 - 元プロ野球選手（内野手・外野手）。
- 高原幹 - サッカー選手。
- 安江嘉純 - 元プロ野球選手（投手）。
- 吉松欣史 - 元NHKアナウンサー。

なお工藤公康（プロ野球選手（投手）・監督）は「豊明市出身」として紹介される場合があるが、本人の生誕地は名古屋市天白区で、出身小中学校も同区内の高坂小学校・久方中学校（いずれも名古屋市立）である。公康が名古屋電気高校に在学していた当時も、家族は天白区高坂町に在住していたが、公康のプロ入り後（1984年）に豊明市二村台へ引っ越している。

### キャラクター
- 原付萌奈美 - 株式会社ハンクルズが調査する、ご当地キャラクター人気ランキング[35]では、総勢4390体に及ぶご当地キャラクターの中で全国1位（2022年10月7日時点）[36]。

以下は桶狭間の戦いにちなんで作られた自治体のマスコットである。
- のぶながくん - 先のランキングでは全国4241位（愛知県下152位）[37]。
- よしもとくん - 先のランキングでは全国4242位（愛知県下153位）[38]。

## 豊明市を舞台とした作品

### 映画
- 折り梅（監督：松井久子） - 豊明市が舞台の映画。

### 漫画
- 透明人間の骨（作者：荻野純） - 豊明市が舞台の漫画。